# Paul Winchell

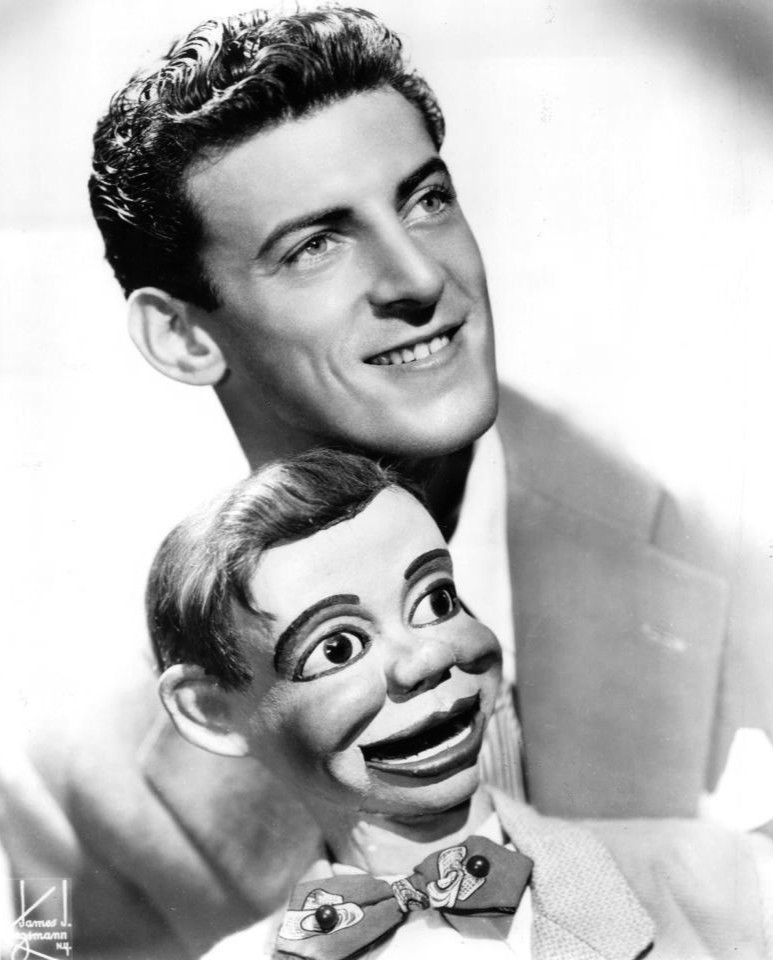
Paul Winchell

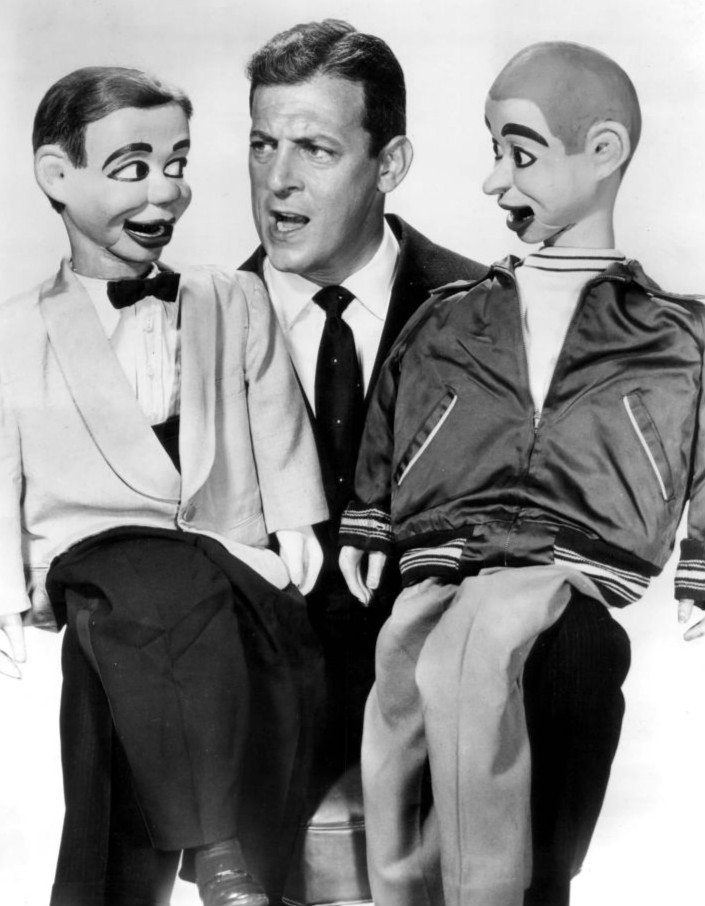
Winchell mit Jerry Mahoney und Knucklehead Smiff (rechts) im Jahre 1958

Paul Winchell (* 21. Dezember 1922 in New York City als Paul Wilchin; † 24. Juni 2005 in Los Angeles) war ein US-amerikanischer Komiker, Schauspieler, Bauchredner und Erfinder.

## Leben
Winchell studierte an der Columbia University Medizin. Von 1950 bis 1954 war er Gastgeber der Fernsehsendung The Paul Winchell Show auf dem US-amerikanischen Fernsehsender NBC. Von 1965 bis 1968 war er Gastgeber der Kinderfernsehserie Winchell-Mahoney Time. Durch seine Bauchrednerpuppen wurde er über das Fernsehen in den Vereinigten Staaten in den 1950er und 1960er Jahren sehr populär. Als Schauspieler war er in Gastrollen in verschiedenen Fernsehserien tätig, unter anderem als Mordopfer Henry Clement 1964 in der Perry-Mason-Folge Der Fall mit der erinnerungslosen Frau und als Homer Winch in der Fernsehserie The Beverly Hillbillies im Jahr 1962. Bis 1989 war er die Originalstimme von Tigger aus Winnie Puuh.
Neben seiner Tätigkeit als Bauchredner gilt er als Miterfinder des Kunstherzens.
Winchell war in erster Ehe mit Dorothy Movitz, in zweiter Ehe mit Nina Russel (1961–1972) und in dritter Ehe mit Jean Freeman (1974–2005) verheiratet. Seine Tochter aus der zweiten Ehe ist die Schauspielerin und Synchronsprecherin April Winchell.

## Filmografie (Auswahl)
- 1939: Everything's on Ice (Stimme)
- 1962: The Beverly Hillbillies (Fernsehserie, 2 Folgen)
- 1963: 77 Sunset Strip (Fernsehserie, Folge 5x13)
- 1964: Perry Mason (Fernsehserie, Folge 7x18)
- 1966: The Dick Van Dyke Show (Fernsehserie, Folge 5x24)
- 1967: Hoppla Lucy! (The Lucy Show, Fernsehserie, 2 Folgen)
- 1968: Die Leute von der Shiloh Ranch (The Virginian, Fernsehserie, Folge 7x10)
- 1968: Winnie Puuh und das Hundewetter (Winnie the Pooh and the Blustery Day, Kurzfilm, Stimme)
- 1968–1969: Wacky Races – Autorennen Total (Wacky Races, Fernsehserie, 17 Folgen, Stimme)
- 1968–1970: The Banana Splits Adventure Hour (Fernsehserie, 9 Folgen, Stimme)
- 1969: Der rosarote Panther (The Pink Panther Show, Fernsehserie)
- 1969–1970: Fliegende Männer in tollkühnen Kisten (Dastardly and Muttley in Their Flying Machines, Fernsehserie, 17 Folgen, Stimme)
- 1970: Wo, bitte, geht’s zur Front? (Which Way to the Front?)
- 1970: Aristocats (The Aristocats, Stimme)
- 1971: Drei Mädchen und drei Jungen (The Brady Bunch, Fernsehserie, Folge 3x08)
- 1971: Locki Lockenbär (Help!… It's the Hair Bear Bunch!, Fernsehserie, 3 Folgen, Stimme)
- 1972: McMillan & Wife (Fernsehserie, Folge 2x03)
- 1973: Goober and the Ghost Chasers (Fernsehserie, 16 Folgen, Stimme)
- 1974: Winnie Puuh und Tigger dazu (Winnie the Pooh and Tigger Too, Kurzfilm, Stimme)
- 1974: Fenn – Hong Kong Pfui (Hong Kong Phooey, Fernsehserie, Folge 1x15)
- 1977: Die vielen Abenteuer von Winnie Puuh (The Many Adventures of Winnie the Pooh, Stimme)
- 1977: Shake, Rattle and Roll (Fernsehserie, 13 Folgen, Stimme)
- 1977: Heyyy, It's the King! (Fernsehserie, 13 Folgen, Stimme)
- 1981: Cap und Capper (The Fox and the Hound, Stimme)
- 1981–1982: Spider-Man (Fernsehserie, 26 Folgen, Stimme)
- 1981–1988: Die Schlümpfe (The Smurfs, Fernsehserie, 159 Folgen, Stimme)
- 1982: Fleischklops und Spaghetti (Meatballs and Spaghetti, Fernsehserie)
- 1985: Die Jetsons (The Jetsons, Fernsehserie, Folge 2x12, Stimme)
- 1985–1988: Yogi auf Schatzsuche (Yogi’s Treasure Hunt, Fernsehserie, 20 Folgen, Stimme)
- 1985–1990: Disneys Gummibärenbande (Adventures of the Gummi Bears, Fernsehserie, 43 Folgen, Stimme)
- 1987: Abenteuer über den Wolken (Yogi Bear and the Magical Flight of the Spruce Goose, Fernsehfilm, Stimme)
- 1988–1990: Neue Abenteuer mit Winnie Puuh (The New Adventures of Winnie the Pooh, Webserie, 35 Folgen, Stimme)
- 1989: Chip und Chap – Die Ritter des Rechts (Chip ’n Dale Rescue Rangers, Fernsehserie, Folge 2x08)
- 1991: Pu und der Weihnachtsmann (Winnie the Pooh and Christmas Too, Kurzfilm, Stimme)
- 1991–1994: Garfield und seine Freunde (Garfield and Friends, Fernsehserie, 4 Folgen, Stimme)
- 1997: Winnie Puuh auf großer Reise (Pooh’s Grand Adventure: The Search for Christopher Robin, Stimme)
- 2005: Growing Up With Winnie the Pooh (Fernsehserie, Folge 1x01, Stimme)

## Preise und Auszeichnungen (Auswahl)
- Stern auf dem Hollywood Walk of Fame